# Roman Hlibowicki
Roman Hlibowicki (ur. 8 września 1911 w Przemyślu, zm. 15 czerwca 1999 w Lublinie) – polski inżynier geodeta, specjalista w zakresie miernictwa.

## Życiorys
Po ukończeniu gimnazjum w 1930 rozpoczął studia na Oddziale Mierniczym na Wydziale Inżynierii Lądowej i Wodnej Politechniki Lwowskiej, podczas studiów należał do korporacji K! Gasconia. Pracę magisterską obronił podczas okupacji hitlerowskiej. Nostryfikował ją w 1946 w Akademii Górniczo-Hutniczej, a następnie wyjechał do Wrocławia, gdzie rozpoczął pracę na pierwszej uczelni, którą były stanowiące całość Uniwersytet i Politechnika Wrocławska. W październiku 1950 został mianowany na kierownika Katedry Miernictwa, którą utworzono na Wydziale Rolnictwa, równocześnie należał do zespołu organizacyjnego Wydziału Melioracji Wodnych, który w późniejszym czasie wszedł w skład Wyższej Szkoły Rolniczej. Dwa lata później Roman Hlibowicki obronił pracę doktorską, w 1963 uzyskał tytuł profesora. Od 1952 do 30 sierpnia 1981 kierował Katedrą Geodezji, która podczas reorganizacji szkolnictwa wyższego w 1970 stała się Instytutem Geodezji i Zastosowań Matematyki. Wykładał geometrię wykreślną, topografię matematyczną, kartografię, kartografię matematyczną, miernictwo, geodezję, geodezję wyższą, astronomię geodezyjną i geodezję dynamiczną.

## Przebieg kariery naukowej
Podczas pracy na uczelni pełnił na niej i poza nią wiele ważnych funkcji:
- prodziekan Wydziału Melioracji Wodnych (1951–1953);
- dziekan Wydziału Melioracji Wodnych (1954–1958, 1961–1966);
- prorektor Uczelni (1965–1968);
- organizator Oddziału Geodezji i Urządzeń Rolnych (1959–1960);
- kierownik Katedry Miernictwa (Geodezji) (1950–1973);
- kurator Katedry Fotogrametrii (1960–1967);
- kurator Katedry Geodezji Wyższej (1960–1967);
- kurator Katedry Geodezyjnych Urządzeń Rolnych (1960–1961);
- dyrektor Instytutu Geodezji i Zastosowań Matematycznych (1973–1981);
- kierownik Zakładu Geodezji i Fotogrametrii IGiZM (1973–1981);
- delegat Rady Wydziału Melioracji Wodnych do Senatu (1961–1962, 1972–1973);
- członek Senackiej Komisji ds. Zleceń (1961–1963, 1965–1966, 1968);
- członek Senackiej Komisji ds. Wychowawczo-Dydaktycznych (1962–1963);
- członek Senackiej Komisji Statutowej (1965–1966, 1968);
- przewodniczący Senackiej Komisji ds. Budżetowych;
- redaktor serii Geodezja Urządzeń Rolnych Zeszytów Naukowych;
- przewodniczący Zespołu Dydaktyczno-Wychowawczego Ministerstwa dla kierunku Geodezja Urządzeń Rolnych (1960–1980).

## Wybrane publikacje książkowe
Roman Hlibowicki poza pracą wykładowcy był również autorem podręczników:
- "Geodezja dla meliorantów" (1963–1971) Wyd. PWN;
- "Geodezja" (1975) Wyd. PWN;
- "Geodezja wyższa i astronomia geodezyjna" (1981) Wyd. PWN (publikacja wyróżniona nagrodą ministra).

## Odznaczenia
- Krzyż Kawalerski Orderu Odrodzenia Polski;
- Zasłużony Nauczyciel PRL;
- Złoty Krzyż Zasługi;
- Odznaka Tysiąclecia Państwa Polskiego;
- Medal "Za zasługi dla Akademii Rolniczej";

Ponadto wielokrotnie był wyróżniany nagrodami Ministra i Rektora.